# Tomaso Albinoni
Tomaso Giovanni Albinoni (Venecia, 8 de junio de 1671-ibídem, 17 de enero de 1751) fue un compositor italiano del Barroco. En su época fue célebre como compositor de ópera, pero actualmente es conocido sobre todo por su música instrumental, parte de la cual se graba con regularidad. El Adagio en sol menor pretende ser su obra más difundida pese a que, en realidad, se trata de una obra apócrifa compuesta en el siglo XX por el musicólogo y especialista en su obra Remo Giazotto.

## Biografía
Era hijo de Antonio Albinoni (1634-1709), un rico comerciante de papel en Venecia. Estudió violín y canto. Se sabe relativamente poco de su vida, si se tiene en cuenta su importancia contemporánea como compositor y el hecho de que vivió durante un período relativamente bien documentado. En 1694 dedicó su Opus 1 a su compatriota veneciano cardenal Pietro Ottoboni (sobrino-nieto del papa Alejandro VIII). Ottoboni era un mecenas de otros compositores en Roma, como Arcangelo Corelli. Es probable que Albinoni fuera contratado en 1700 como violinista por Fernando Carlo, duque de Mantua, a quien le dedicó su colección de piezas instrumentales Opus 2. En 1701 escribió sus muy populares suites Opus 3, y dedicó tal colección al Gran Duque Fernando III de Toscana.
En 1705 se casó. Antonino Biffi, el maestro di cappella de San Marcos de Venecia fue testigo de su boda, y evidentemente era amigo de Albinoni. Sin embargo, no parece que Albinoni tuviera ninguna otra relación con ese establecimiento que tanto destacaba musicalmente en Venecia. Logró su temprana fama como compositor de ópera en muchas ciudades de Italia, incluyendo Venecia, Génova, Bolonia, Mantua, Údine, Piacenza y Nápoles. Durante esta época compuso abundante música instrumental: antes de 1705, escribió sobre todo sonatas en trío y conciertos para violín, pero entre esa fecha y 1719 se dedicó más a sonatas para solo y conciertos para oboe.
A diferencia de la mayor parte de los compositores de su época, parece que nunca buscó un puesto en la Iglesia o en la corte, pero lo cierto es que era un hombre independiente con recursos propios. En 1722, Maximiliano II Manuel de Baviera, a quien Albinoni había dedicado un conjunto de doce conciertos, le invitó a dirigir dos de sus óperas en Múnich.
Alrededor de 1740, una colección de sonatas para violín se publicó en Francia como una obra póstuma, y los eruditos supusieron durante mucho tiempo que ello significaba que Albinoni había muerto para entonces. Sin embargo, parece que siguió viviendo en Venecia sin que haya llegado hasta nosotros ninguna composición en este último período de su vida. Un archivo de la parroquia de San Bernabé indica que Tomaso Albinoni falleció en 1751 «a la edad de 79 años», de diabetes.

## Música e influencia
Escribió una cincuentena de óperas, de las cuales 28 se representaron en Venecia entre 1723 y 1740, pero actualmente es más conocido por su música instrumental, especialmente sus conciertos para oboe.
La cantidad de obras escénicas que ha compuesto Albinoni no se puede determinar con exactitud. Solo siete han sido completamente conservadas:
- Zenobia, regina de 'Palmireni (1694)
- Pimpinone (1708)
- Engelberta (1709)
- Il nascimento dell'Aurora (circa 1711)
- Il nome glorioso in terra, santificato in cielo (1724)
- La Statira (1726)
- Il concilio de pianeti (1729)

De unas 17 óperas, al menos algunas arias han sobrevivido; de otras 32 solo el libreto (impreso); de una serie de intermezzi, apenas el título (Malsazio e Fiammetta, 1726). En el libreto de Candalide (1734) Albinoni se refiere a esta como su octogésima ópera; si esta afirmación no es una exageración, otras 23 obras escénicas deben considerarse como completamente perdidas.
Su música instrumental atrajo la atención de Johann Sebastian Bach, quien escribió al menos dos fugas sobre temas de Albinoni y utilizó constantemente sus bajos como ejercicios de armonía para sus alumnos.
Parte de la obra de Albinoni se perdió durante el bombardeo de Dresde durante la Segunda Guerra Mundial, con la destrucción de la Biblioteca estatal de Dresde, así que se sabe poco de su vida y su música posterior a mediados de los años 1720.
Su fama se incrementó en gran medida con la publicación del conocido como Adagio de Albinoni, compuesto en 1945 por el musicólogo italiano Remo Giazotto. Publicado por primera vez en 1958 por la editorial Casa Ricordi, el editor lanzó como argumento de venta que el autor se había basado en unos fragmentos de un movimiento lento de una sonata a trío para cuerdas y órgano de Tomaso Albinoni presumiblemente encontrados en las ruinas de la Biblioteca de Dresde tras los bombardeos de la ciudad acaecidos en la Segunda Guerra Mundial. La obra fue compuesta por Giazotto basándose supuestamente en el fragmento que pudo rescatar de la partitura original, en el que apenas se apreciaba el bajo continuo y seis compases de melodía. Sin embargo, una prueba seria de la existencia de tales fragmentos no ha sido nunca encontrada; por el contrario la «Staatsbibliothek Dresden» ha desmentido formalmente tenerlas en su colección de partituras.

## Obras publicadas
- Op. 1 (1694): 12 Sonate a tre
- Op. 2 (1700): 6 Sinfonie & 6 Concerti a cinque
- Op. 3 (1701): 12 Balletti a tre
- Op. 4 (1702): 12 Cantata da camera a voce sola
- Op. 5 (1707): 12 Concerti a cinque
- Op. 6 (h. 1711): 12 Trattenimenti armonici per camera
- Op. 7 (1715): 12 Concerti a cinque
- Op. 8 (1722): 6 Balletti & 6 Sonate a tre
- Op. 9 (1722): 12 Concerti a cinque
- Op. 10 (1735/36): 12 Concerti a cinque

Nota: una colección de 6 Sonate a tre op.11 probablemente fue enviada para su impresión por el propio Albinoni alrededor de 1739, pero nunca apareció y los manuscritos se han perdido.

## Obras sin número de Opus
- 36 Sonate (Sonate da camera, da chiesa, Balleti e Canoni) a tre
- 18 Sonate a due
- 6 Sonate a cinque
- 42 Concerti a cinque

## Óperas
1. Zenobia, regina de' Palmireni (1694)
2. Il prodigio dell'Innocenza (1695)
3. Zenone (1696)
4. Tigrane (1697)
5. Primislao (1697)
6. L'ingratitudine castigata (1698)
7. Il Radamisto (1698)
8. Diomede punito da Alcide (1700)
9. L'inganno innocente (1702)
10. L'arte in gara con l'arte (1702)
11. La Griselda (libreto de Apostolo Zeno, 1703)
12. La fede tra gl'inganni (1707)
13. Elio Seiano (1707)
14. Astarto (1708)
15. Pimpinone (intermezzo, 1708)
16. Tradimento tradito (1708)
17. Engelberta (1709)
18. Ciro (1709)
19. Il tiranno eroe (1710)
20. Il Giustino (1711)
21. Il nascimento dell’Aurora (ca. 1711)
22. Alarico (1712)
23. Amor di figlio non conosciuto (1715)
24. Il vinto trionfante del vincitore (1717)
25. Eumene (1717)
26. Cleomene (1718)
27. I veri amici (1722)
28. Gli eccessi della gelosia (1722)
29. Ermengarda (1723)
30. Eumene (libreto de Apostolo Zeno, 1723)
31. Laodice (1724)
32. Antigono (1724)
33. Scipione nelle Spagne (libreto de Apostolo Zeno, 1724)
34. Didone abbandonata (libreto de Pietro Metastasio, tragedia, 1724)
35. Alcina delusa (1725)
36. Lucio Vero (1725)
37. Il trionfo d'Armida (1726)
38. La Statira (libreto de Apostolo Zeno, 1726)
39. L'incostanza schernita (1727)
40. Le due rivali in amore (1728)
41. Il concilio dei planeti (serenata, 1729)
42. Elenia (1730)
43. Li stratagemmi amorosi (1730)
44. Il più fedel tra gli amanti (1731)
45. Ardelinda (1732)
46. Candalide (1734)
47. Artamene (1740)

## Interpretaciones contemporáneas y uso en la cultura popular
El Adagio en sol menor de Remo Giazotto, atribuido a Albinoni, ha logrado tal fama que se transcribe normalmente para otros instrumentos y se usa en la cultura popular, por ejemplo, en la banda sonora de películas como Gallipoli, de 1981, que se ambienta en 1915–1916 durante la batalla del mismo nombre de la Primera Guerra Mundial, y programas de televisión y en anuncios.
En el álbum del grupo The Doors, An American Prayer, Jim Morrison recita poesía con lo que parece ser un arreglo musical adaptado del Adagio en sol menor tocado en el fondo de «Feast of Friends». La obra de Yngwie Malmsteen Icarus Dream Suite Op. 4 se inspira y se basa principalmente en el Adagio. Wolf Hoffmann la versionó en un estilo metal neoclásico.
Entre otros cantantes actuales que han utilizado el Adagio como base para sus baladas se encuentran: Camilo Sesto, Lara Fabian, Ricardo Montaner, Sarah Brightman y Rosa López.